# Mary Ann Harris Gay
Mary Ann Harris Gay (ur. 18 marca 1829, zm. 21 listopada 1918) – amerykańska prozaiczka i poetka. 

## Życiorys
Byłą córką Williama Gay i Mary Stevens Gay. Jest autorką wspomnień z czasów wojny secesyjnej Life in Dixie During the War (1892). Niektóre wątki z opowieści Mary Gay Margaret Mitchell wykorzystała przy pisaniu powieści Przeminęło z wiatrem. Dom poetki w Decatur w stanie Georgia został uznany za pomnik historii i odnotowany w National Register of Historic Sites.